# Andrés Zanini
Andrés Zanini (Buenos Aires, Argentina; 18 de enero de 1997) es un futbolista argentino. Juega de defensa y su equipo actual es Deportes La Serena de la Primera División de Chile.

## Trayectoria
La carrera de Zanini comenzó en las formativas del Club Atlético Tigre en 2007, con el matador jugó hasta la categoría de reserva. Aunque no disputó partidos oficialmente para el club, una vez fue sustituto no utilizado para un partido con San Lorenzo el 2 de abril de 2017.
En 2018 pasó al Club Atlético Acassuso de la Primera B Metropolitana, debutó frente a Deportivo Español, con el club en tres temporadas jugó 70 partidos, todos en la tercera categoría, su contrato con Acassuso lo firmó hasta finales de 2024. En 2022 fue cedido al Club Atlético Güemes para disputar la B Nacional, logró disputar 32 partidos y anotó un gol.
En enero de 2023, se unió al funebrero, Chacarita Juniors, que jugó en la Primera B Nacional, disputó en total 32 partidos y anotó cuatro goles.
El febrero de 2024 se hizo oficial su incorporación por parte de Liga Deportiva Universitaria, de la Serie A de Ecuador, con un contrato por un año a préstamo con opción a compra. Al final de la temporada el club albo hizo efectiva la opción de compra adquirió el 75% de su pase. En 2025 fue cedido por un año a Deportes La Serena de Chile.

## Estadísticas

### Clubes
Actualizado al último partido disputado el 2 de agosto de 2025.
| Club                                   | Div.          | Temporada     | Liga  | Liga  | Copas nacionales | Copas nacionales | Copas internacionales | Copas internacionales | Total | Total | Total  |
| Club                                   | Div.          | Temporada     | Part. | Goles | Part.            | Goles            | Part.                 | Goles                 | Part. | Goles | Asist. |
| -------------------------------------- | ------------- | ------------- | ----- | ----- | ---------------- | ---------------- | --------------------- | --------------------- | ----- | ----- | ------ |
| Acassuso Argentina                     | 3.ª           | 2018-19       | 29    | 0     | 1                | 0                | —                     | —                     | 30    | 0     | 0      |
| Acassuso Argentina                     | 3.ª           | 2019-20       | 10    | 0     | 0                | 0                | —                     | —                     | 10    | 0     | 0      |
| Acassuso Argentina                     | 3.ª           | 2021          | 30    | 0     | 0                | 0                | —                     | —                     | 30    | 0     | 0      |
| Acassuso Argentina                     | Total club    | Total club    | 69    | 0     | 1                | 0                | 0                     | 0                     | 70    | 0     | 0      |
| Güemes Argentina                       | 2.ª           | 2022          | 31    | 1     | 1                | 0                | —                     | —                     | 32    | 1     | 1      |
| Güemes Argentina                       | Total club    | Total club    | 31    | 1     | 1                | 0                | 0                     | 0                     | 32    | 1     | 1      |
| Chacarita Juniors Argentina            | 2.ª           | 2023          | 31    | 4     | 1                | 0                | —                     | —                     | 32    | 4     | 0      |
| Chacarita Juniors Argentina            | Total club    | Total club    | 31    | 4     | 1                | 0                | 0                     | 0                     | 32    | 4     | 0      |
| Liga Deportiva Universitaria · Ecuador | 1.ª           | 2024          | 7     | 0     | 2                | 0                | 1                     | 0                     | 10    | 0     | 0      |
| Liga Deportiva Universitaria · Ecuador | Total club    | Total club    | 7     | 0     | 2                | 0                | 1                     | 0                     | 10    | 0     | 0      |
| Deportes La Serena · Chile             | 1.ª           | 2025          | 16    | 1     | 8                | 1                | —                     | —                     | 24    | 2     | 0      |
| Deportes La Serena · Chile             | Total club    | Total club    | 16    | 1     | 8                | 1                | 0                     | 0                     | 24    | 2     | 0      |
| Total carrera                          | Total carrera | Total carrera | 154   | 6     | 13               | 1                | 1                     | 0                     | 168   | 7     | 1      |
| 1. 2.                                  |               |               |       |       |                  |                  |                       |                       |       |       |        |

## Palmarés

### Campeonatos nacionales
| Título             | Club                         | Año  |
| ------------------ | ---------------------------- | ---- |
| Serie A de Ecuador | Liga Deportiva Universitaria | 2024 |